# Lauwersoog
Lauwersoog is een dorp in de gemeente Het Hogeland in de Nederlandse provincie Groningen. Het dorp telt ongeveer 175 inwoners.
Het dorp is na 1969 ontstaan, na de indijking van de Lauwerszee tot het Lauwersmeer. Lauwersoog is vooral bekend als vertrekplaats van de veerdienst naar Schiermonnikoog en is te bereiken via de N361. Bus 51 naar Leeuwarden en bus 163 naar Groningen geven aansluiting op de boot.

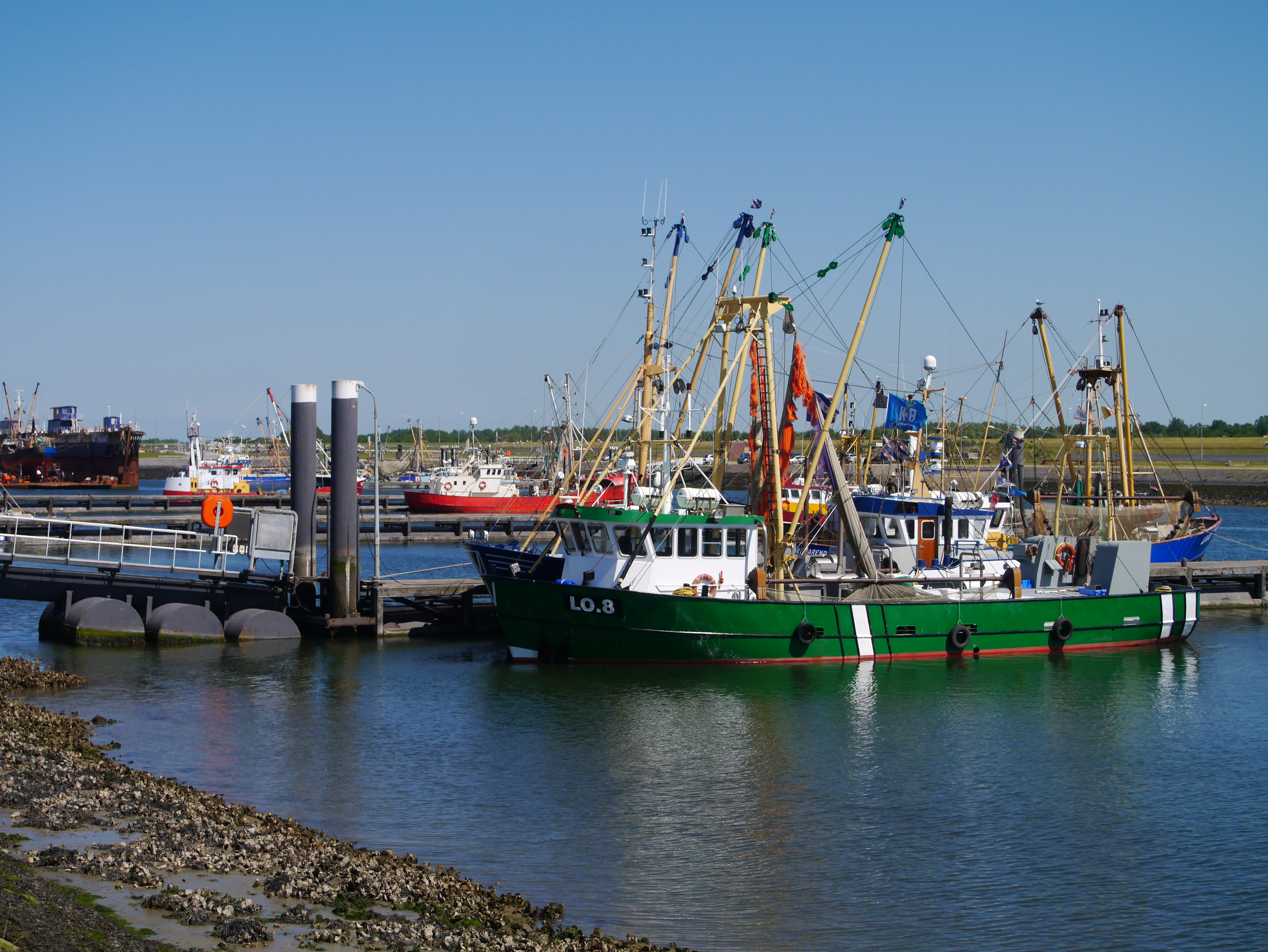
Vissershaven Lauwersoog

Lauwersoog is een belangrijke vissershaven (lettercode: LO) en heeft een eigen visafslag. Veel kotters uit Zoutkamp (ZK), Oostdongeradeel (OL) en Westdongeradeel (WL) hebben hier hun thuishaven. Ook een gedeelte van de vissersvloot van Urk (met lettercode UK) en sommige Deense vissers leggen regelmatig aan in Lauwersoog. Het dorp en de haven zijn zeer geliefd bij dagjesmensen, ook vanwege de mogelijkheden om verse vis te eten.
Tot het dorp behoort ook de wijk Robbenoort, genoemd naar de zandplaten Robbenplaat en de Oort. Oort betekent ook eiland (zie Nienoord). Tijdens de sluiting van de Lauwerszee, toen Lauwersoog nog een werkhaven vormde, werd de haven Oorthaven genoemd.
In Lauwersoog is een schutsluis, de Robbengatsluis, om van het meer (met name het Vaarwater naar Oostmahorn) naar de Waddenzee te kunnen varen. De spuisluizen van het afstroomgebied van het Reitdiep, de R.J. Cleveringsluizen genaamd, bevinden zich ten westen van het dorp. Hier loopt de grens tussen Groningen en Friesland.
Tot 1992 behoorde Lauwersoog tot de gemeente Ulrum, die in dat jaar opging in de nieuwe gemeente De Marne welke op haar beurt in 2019 weer opging in Het Hogeland.

## Sport en recreatie
De Europese wandelroute E9, ter plaatse ook Noordzeepad, Friese Kustpad (richting Friesland) of Wad- en Wierdenpad (richting Groningen) geheten, loopt door Lauwersoog. Tevens zijn aan de Lauwersmeerkant twee jachthavens, een camping en een strand gelegen.

### Werelderfgoedcentrum Waddenzee
In april 2025 opent in Lauwersoog het Werelderfgoedcentrum Lauwersoog waar onder meer het zeehondencentrum Pieterburen verder gaat.

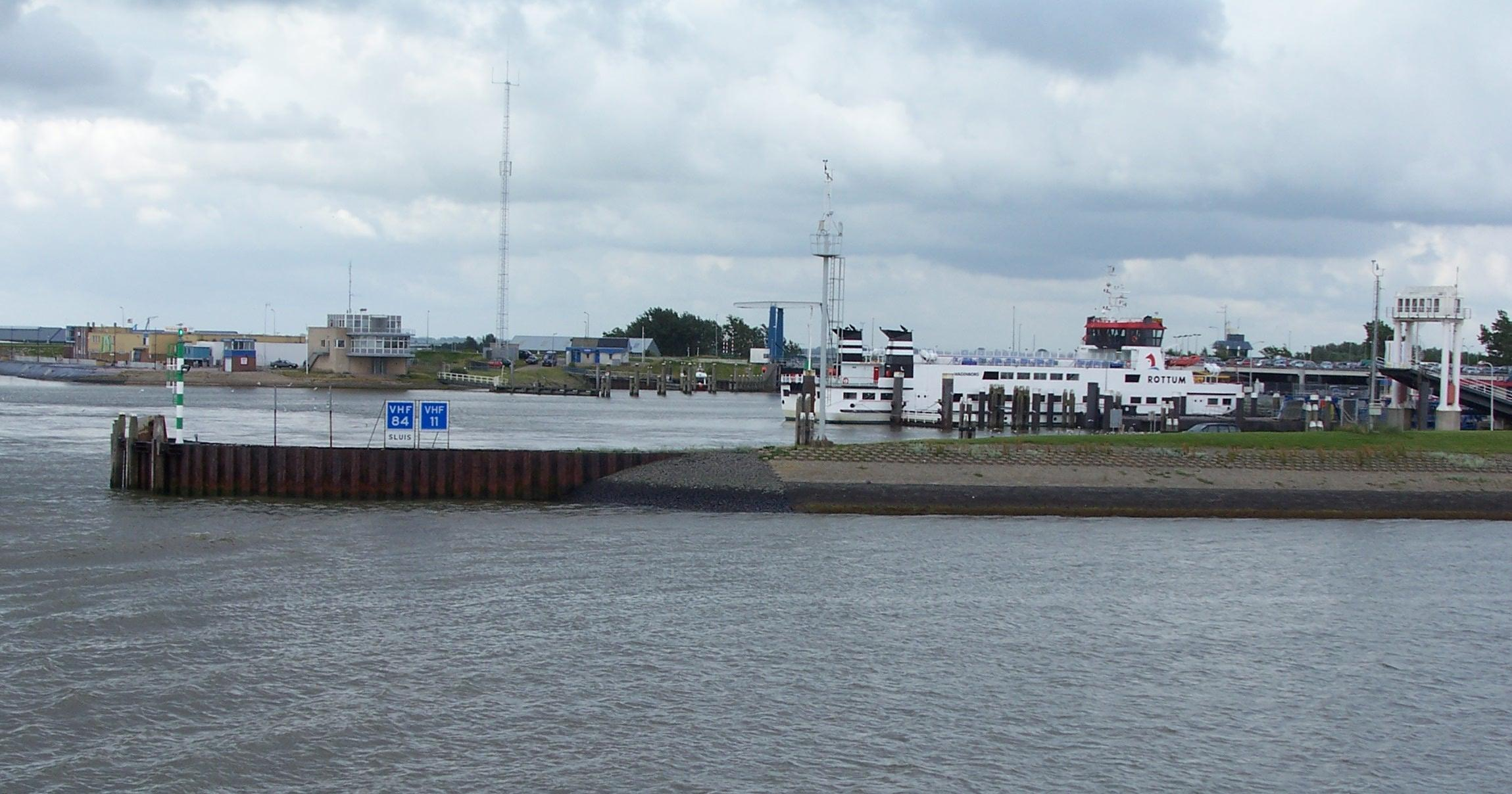
De haven in Lauwersoog waarvandaan de veerboot naar Schiermonnikoog vertrekt.

Hoofdplaats: Uithuizen

Dorpen: Adorp · Den Andel · Baflo · Bedum · Eenrum · Eppenhuizen · Hornhuizen · Houwerzijl · Kantens · Kloosterburen · 't Lage van de Weg · Lauwersoog · Leens · Leenstertillen · Lutjewolde · Mensingeweer · Molenrij · Niekerk · Noordwolde · Oldenzijl · Onderdendam · Onderwierum · Oosteinde · Oosternieland · Pieterburen · Rasquert · Rodewolt · Roodeschool · Rottum · Saaxumhuizen · Sauwerd · Startenhuizen (deels) · Stitswerd · Tinallinge · Uithuizermeeden · Ulrum · Usquert · Vliedorp · Vierhuizen · Warffum · Warfhuizen · Wehe-den Hoorn · Westerdijkshorn · Westernieland · Wetsinge · Winsum · Zandeweer · Zoutkamp · Zuidwolde · Zuurdijk

Buurtschappen, gehuchten, wierden en buurten: 1e Nijhoezen · 2e Nijhoezen · 't Aagt · Abbeweer · Alinghuizen · Arwerd · Barnegaten · Bellingeweer · Bethlehem · Beusum · Bokum · Breede · Broek · Het Bultje · De Dingen · De Raken · De Vennen · Den Haver · Deikum · Doodstil · Douwen · Duisterwinkel · Eelswerd · Eemshaven · Elens · Ellerhuizen · Ernstheem · Ewer · Grijssloot · Groot Maarslag · Groot Wetsinge · De Haar · Hammeland · Den Hander · Harssens · Hefswal · Hekkum · Helwerd · Heuvelderij · Hiddingezijl · Holwinde · De Hoogte · De Horn · De Houw · 't Houweel · De Hucht · Kaakhorn · Katershorn · Kattenburg · Klei · Kleine Huisjes · Klein Garnwerd · Klein Maarslag · Klein Wetsinge · Kolham · Koningslaagte · Koningsoord · De Knijp · Kruisweg · Lutje Marne · Lutke Saaxum · Maarhuizen · (Marnehuizen) · Menkeweer · Menneweer · Midhalm · Midhuizen · Mollenhuizen · Nijenklooster · Noordpolder · Noordpolderzijl · Obergum · Oldenzijl · Oldorp · Oosterhorn · Oosterhuizen (Eenrum) · Oosterhuizen (Zuidwolde) · Oudedijk · Oudeschip · Paapstil · Panser · Plattenburg · Polen · Ranum · Reidland · Roodehaan · Schapehals · Schaphalsterzijl · Schilligeham · Schouwen · Schouwerzijl · Sint Annerhuisjes · 't Stort · De Streek · Takkebos · Ter Laan · Tijum · Valcum · Valom · Wadwerd · Walsweer · Westerhorn (De Marne) · Westerhorn (Hogeland) · Westerklooster · Westpolder · Wierhuizen · Wierum · 't Wildeveld · Willemsstreek · Zevenhuizen